# Mirjam Israel
Mirjam Israel, född Valentin 25 april 1920 i Uppsala, död 19 november 1996 i Hägersten, var en svensk psykolog och tidningskrönikör. Mirjam Israel var dotter till historikern Hugo Valentin och Fanny Valentin (född Schiöler) och växte upp i Uppsala och Falun. Hon var fram till 1965 gift med sociologiprofessorn Joachim Israel, med vilken hon 1946 publicerade den uppmärksammade boken Det finns inga elaka barn. Tillsammans med Joachim Israel fick hon sonen Dan Israel (född 1950), som sedermera blev bokförläggare.
Israel tog studentexamen 1939 och förskollärarexamen 1942, och genomgick 1954–1956 psykoterapeututbildning vid Nic Waals barnpsykiatriska institut i Oslo. Hon arbetade som förskollärare vid HSB:s barnstugor 1942–1945 och som flyktingkurator vid Mosaiska församlingen 1945–1946.
Israel var tillsammans med Gustav Jonsson en av initiativtagarna till Barnbyn Skå, där hon arbetade som förskollärare 1947–1950. Hon var därefter verksam inom Barn- och ungdomspsykiatrin i Stockholm från 1950 och medverkade regelbundet som krönikör i publikationer som Aftonbladet och Vi föräldrar. Israel gav 1988 ut boken Vardagsliv på Ordfront förlag.

## Filmmedverkan
- 1970 – Mera ur Kärlekens språk